# Contea di Menominee (Wisconsin)
La contea di Menominee (in inglese, Menominee County) è una contea dello Stato del Wisconsin, negli Stati Uniti. La popolazione al censimento del 2000 era di 4 562 abitanti. La contea è troppo poco popolata per essere divisa in comuni.